# Ленінський (Юринський район)
Ле́нінський (рос. Ленинский, марій. Ленинский) — селище у складі Юринського району Марій Ел, Росія. Входить до складу Мар'їнського сільського поселення.

## Населення
Населення — 249 осіб (2010; 338 у 2002).
Національний склад (станом на 2002 рік):
- росіяни — 98 %